# Hans Jürgen Kiær
Hans Jürgen Kiær (født 5. februar 1862 i Drammen, død 2. april 1896 sammesteds) var en norsk astronom og forretningsmand. 
Efter at have studeret matematik og astronomi i Kristiania, Cambridge, Leipzig], München, Wien og Paris tog han 1890 doktorgraden med afhandlingen : Studier over Aarsagerne til Kometernes Haledannelse (1890) og blev 1891 universitetsstipendiat i astronomi; men allerede 1892 opgav Kiær denne stilling, fordi han i Drammen havde grundet et skibsrederfirma, som han arbejdede op til et af byens betydeligste. I sine sidste år stiftede han dampskibsassuranceforeningen "Vidar".